# Садовый, Вячеслав
Вячеслав Садовый (укр. В'ячеслав Садовий; род. 11 июля 1990) — украинский гандболист, выступающий за румынский клуб Одорхеи.

## Карьера

### Клубная
Вячеслав Садовый начинал свою профессиональную карьеру в 2008 году, заключив контракт с клубом Будивельник из Бровары. Вячеслав Садовый в составе Будивельник становился серебряным и бронзовым призёром чемпионата Украины. В 2011 году Вячеслав Садовый перешёл в словацком клубе винЛанд из Михаловце. В 2013 году Вячеслав Садовый перешёл в словацком клубе ГК Татран Прешов, в составе которого стал трёхкратным чемпионом Словакии.

## Статистика
| Сезон          | Клуб             | Лига       | Матчи | Голы | 7-метр | Голы |
| -------------- | ---------------- | ---------- | ----- | ---- | ------ | ---- |
| 2016-17        | ГК Татран Прешов | Екстралига | 15    | 49   | 2      | 47   |
| 2016 — по н.в. | Итого            | Екстралига | 15    | 49   | 2      | 47   |